# Calipso (pintora)
Calipso fue presuntamente una pintora de la Antigua Grecia, considerada una de las seis mujeres artistas de la antigüedad según Plinio el Viejo, Irene, Timarete, Aristareta, Iaia de Cícico y Olimpia.
Su existencia es objeto de debate académico. Varias fuentes afirman que la mención de Plinio el Viejo en una enumeración de la obra Naturalis Historia se trataría de un caso acusativo referente a una de las obras de Irene y no a una persona física real, mientras que otros la consideran como una pintora de la lista que, según el escritor y naturalista romano, habría tenido como gran obra la pintura de un anciano.